# Festival des arts martiaux
Le Festival des arts martiaux est un événement organisé par le magazine français Karate Bushido, réunissant des grands maitres d'arts martiaux venus faire la démonstration de leurs arts respectifs. Le festival existe depuis 1985 et se tient habituellement au palais omnisports de Paris-Bercy. En 2015, pour ses 30 ans, l'événement se déroule au palais des congrès de Paris.

## Histoire
La première édition du Festival des Arts Martiaux a eu lieu en 1984 au stade Pierre de coubertin[réf. nécessaire]. Depuis, il est organisé chaque année en mars au Palais omnisports de Paris-Bercy. 
Depuis 30 ans, le Festival a accueilli près de 10 000 champions, grands Maîtres et experts internationaux qui ont effectué plus de 1 000 performances. 

## Personnalités ayant participé au festival
- Jean-Claude Van Damme
- Jose Aldo
- Miesha Tate
- Rickson Gracie
- Jérôme Le Banner
- Moines de Shaolin
- Jean Frénette
- Carter Wong
- Jon Foo
- Alain Figlarz
- Stéphane Anière (metteur en scène)
- Franck Ropers
- Didier Beddar
- Leo Tamaki
- Bertrand Kron (Kyokushin)
- Cascade Demo Team
- Frank Dux